# إس إن بي ليكس
إس إن بي ليكس (SNPlex) هو عبارة عن برنامج لتحديد النمط الجيني [الإنجليزية] لتعدد أشكال النوكليوتيد المفرد الذي باعته شركة النظم البيولوجية التطبيقية (ABI). وهو يعتمد على الرحلان الكهربائي الشَّعْري [الإنجليزية] الذي يسمح لعملية التحليل بأن تتم على أجهزة تحليل الحمض النووي الشائعة طراز 3730xl الخاصة بشركة النظم البيولوجية التطبيقية. حيث يُمكن في الوقت الحالي تحديد النمط الجيني لما يصل إلى 48 شكل متعدد أحادي النكليوتيد في تفاعل واحد.

## وصلات خارجية
- SNPlex Genotyping System